# Ischnopteris chlorophaearia
Ischnopteris chlorophaearia là một loài bướm đêm trong họ Geometridae.